# Brusselse PCC-car
De Brusselse PCC-car, ook bekend als de 7000 reeks, is een serie van 172 vierassige trams, gebouwd in de jaren 50 en 70 door La Brugeoise voor het Brusselse tramnet.
Deze serie is inmiddels niet meer in regulier gebruik. In Brussel rijden nog wel andere PCC-tramseries: de Brusselse gelede PCC-car en de Brusselse dubbelgelede PCC-car.

## Geschiedenis
In de jaren 40 reden tijdens de Tweede Wereldoorlog honderden oude tweeassige trams in Brussel. Begin 1943 wenste de exploitant van het tramnet, Les Tramways Bruxellois, zich voor te bereiden op de aanschaf van een vloot nieuw materieel. Interesse ging uit naar de nieuwe vierassige trams van Zürich en de Amerikaanse PCC-car. Omdat het Ministerie van Verkeer aandrong op een tramtype dat uniform kon worden ingevoerd op de Belgische tramnetten, werd gekozen voor de PCC-car. Ook in Amerika was dit type een standaardtram.

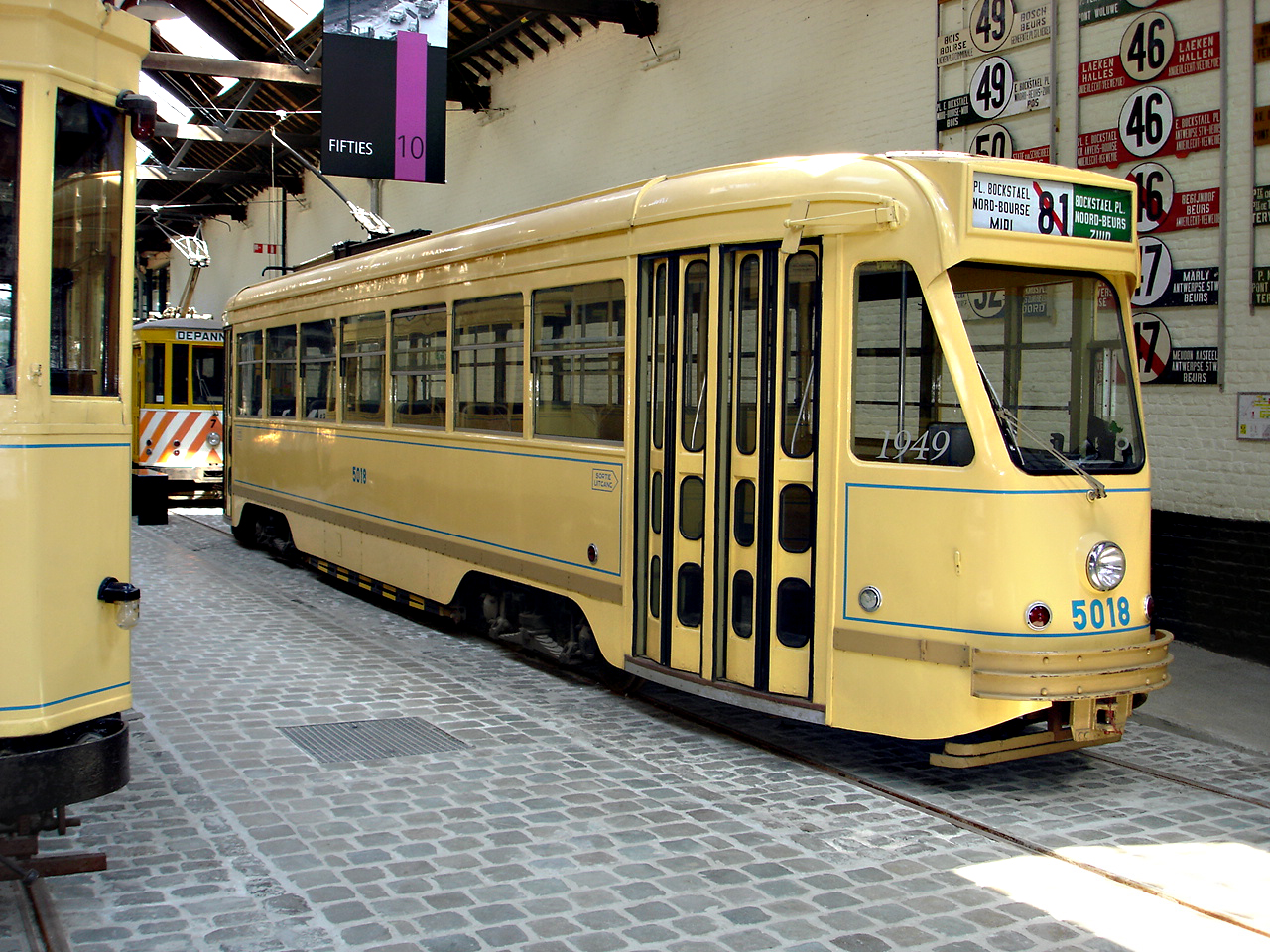
Vierasser 5018 uit 1935 kreeg eind jaren veertig als eerste het nieuwe PCC-uiterlijk. De wagen is bewaard gebleven in Brussel.

De Amerikaanse PCC-trams waren niet geschikt voor Europa, doordat de rijtuigkast met 2,54 m te breed was voor de smallere Brusselse straten. Bovendien hadden ze kleine raampjes, wat een benauwende indruk maakte. Daarom wilde men de trams een ander uiterlijk geven met grote zijruiten. Er werden proeven gedaan met de uit 1935 stammende vierasser 5018. Het ontwerp van de wagenkast was gebaseerd op het model van Zürich. De aandrijving van de draaistellen van de 5018 was ontleend aan die van de Brillliner, de Amerikaanse concurrent van de PCC-car.
Na aanpassingen werd het nieuwe trammodel populair en zijn de meeste PCC-cars in West-Europa in dit nieuwe uiterlijk geleverd, met aanpassingen aan de lokale eisen en omstandigheden. Grote uitzonderingen zijn de 24 PCC-cars voor de SNCV/NMVB en de 234 Haagse PCC-cars, die door dezelfde industrieën geleverd werden, maar het Amerikaanse model volgden, zij het met wat kleinere afmetingen. Later heeft de MIVB twee series oude trams omgebouwd naar trams met een PCC-uiterlijk, namelijk de 4000- en 9000-series en ook nog enkele 5000-en, naast het prototype 5018.
Op 30 mei 1950 werd door de TUAB bij de Europese licentiehouders, het door La Brugeoise et Nicaise & Delcuve (vanaf 1956 La Brugeoise et Nivelles geheten) te Brugge en ACEC te Charleroi opgericht consortium Electrorail, een bestelling geplaatst van 50 PCC-trams. Enkele onderdelen werden geïmporteerd uit Amerika: de elektrische uitrusting van Westinghouse (met uitzondering van de elektromotoren van ACEC) en 48 B3-draaistellen van de Saint Louis Car Company.
Het ontwerp en de bouw van de eerste Brusselse PCC-cars werden op de voet gevolgd door het vervoersbedrijf. Doordat enkele constructies voor de eerste keer werden toegepast in België waren sommige onderdelen te licht uitgevoerd, waardoor zich vervormingen voordeden in de eerste tram. Van de eerste reeks is een 51e exemplaar geleverd aan de tram van Hamburg, waar hij dienstdeed als PCC-car 3060, totdat hij in 1958 aan de MIVB werd verkocht.
Op 26 november 1951 werd in Ukkel de 7001 als eerste PCC-car voor Brussel afgeleverd. Twee dagen later werd hij aan de pers voorgesteld en een maand later kwam de tram in dienst.
De trams werden afgeleverd als eenrichtingstrams met een eenvoudige hulpstuurpost aan de achterzijde. Aan de (in rijrichting) rechterzijde bevonden zich drie dubbele deuren. Achterin was een zetel voor een tramconducteur. Instappen geschiedde dan ook achterin. De trams hadden zittingen van donkerbruin kunstleer in rug-aan-rug opstelling..
In de jaren zestig werden de PCC-cars omgebouwd voor eenmanbediening. In de jaren 90 werden trams voorzien van een nieuwe geel/blauwe kleurstelling. Ook het interieur van de toen nog rijdende exemplaren werd vernieuwd.
De laatste ritten van vierassige PCC-cars in lijndienst vonden plaats op 12 februari 2010 op lijnen 39 en 44. Een aantal trams wordt nog voor de scholing gebruikt.

## De reeksen
De 7000's kwamen in vier reeksen:
7001-7050 en 7000
In 1951-53 werden de eerste 50 PCC's afgeleverd. In de loop van de jaren zijn op deze trams tal van verbeteringen aangebracht. De identieke Hamburgse PCC-car 3060, ook in 1951 door La Brugeoise gebouwd, werd in 1958 met het nummer 7000 alsnog aan de eerste reeks toegevoegd.
Enkele trams van de eerste reeks hebben het tot het einde volgehouden: de 7008 was de laatste 7000 die in de reizigersdienst reed op 12 oktober 2010. Het rijtuig was ruim 58 jaar in dienst. Van deze reeks wordt de 7047 bewaard door het Museum voor het Stedelijk Vervoer te Brussel. De 7037 bevindt zich sinds 2004 in San Francisco, waar hij op lijn F Market & Wharves wordt ingezet. De 7000 is teruggebracht in Hamburgse staat als nummer 3060.
7051-7080
In 1956 kwamen er nog eens 30 PCC's, geheel vervaardigd door La Brugeoise en ACEC. De vele verbeteringen bij de eerste reeks waren bij deze trams al bij de bouw aangebracht.
7081-7155
In 1957-58 kwam de derde reeks van 75 stuks in dienst, vervaardigd door la Brugeoise op basis van tweedehands B2-draaistellen van de Clark Equipment Company en elektrische installaties en motoren van Westinghouse die zijn overgenomen van het opgeheven trambedrijf van Kansas City. Op grond van het afwijkende draaisteltype werd deze reeks als eerste buiten dienst gesteld, grotendeels gedurende de jaren 80. De 7093 en 7126 worden bewaard door het trammuseum.
7156-7171
In 1970-71 volgden de laatste 16 exemplaren van de reeks 7156-7171. Deze maakten gebruik van tweedehands B3-draaistellen van de Saint Louis Car Company en elektrische installaties en motoren van Westinghouse, gebouwd in 1947 en afkomstig van het in 1960 opgeheven trambedrijf van Johnstown (Pennsylvania). Deze onderdelen waren al in 1962 door de MIVB aangekocht, maar werden pas in 1970 gebruikt bij de bouw van deze reeks. De 7171 werd toevallig in dienst gesteld op 7-1-71.

## Afbeeldingen

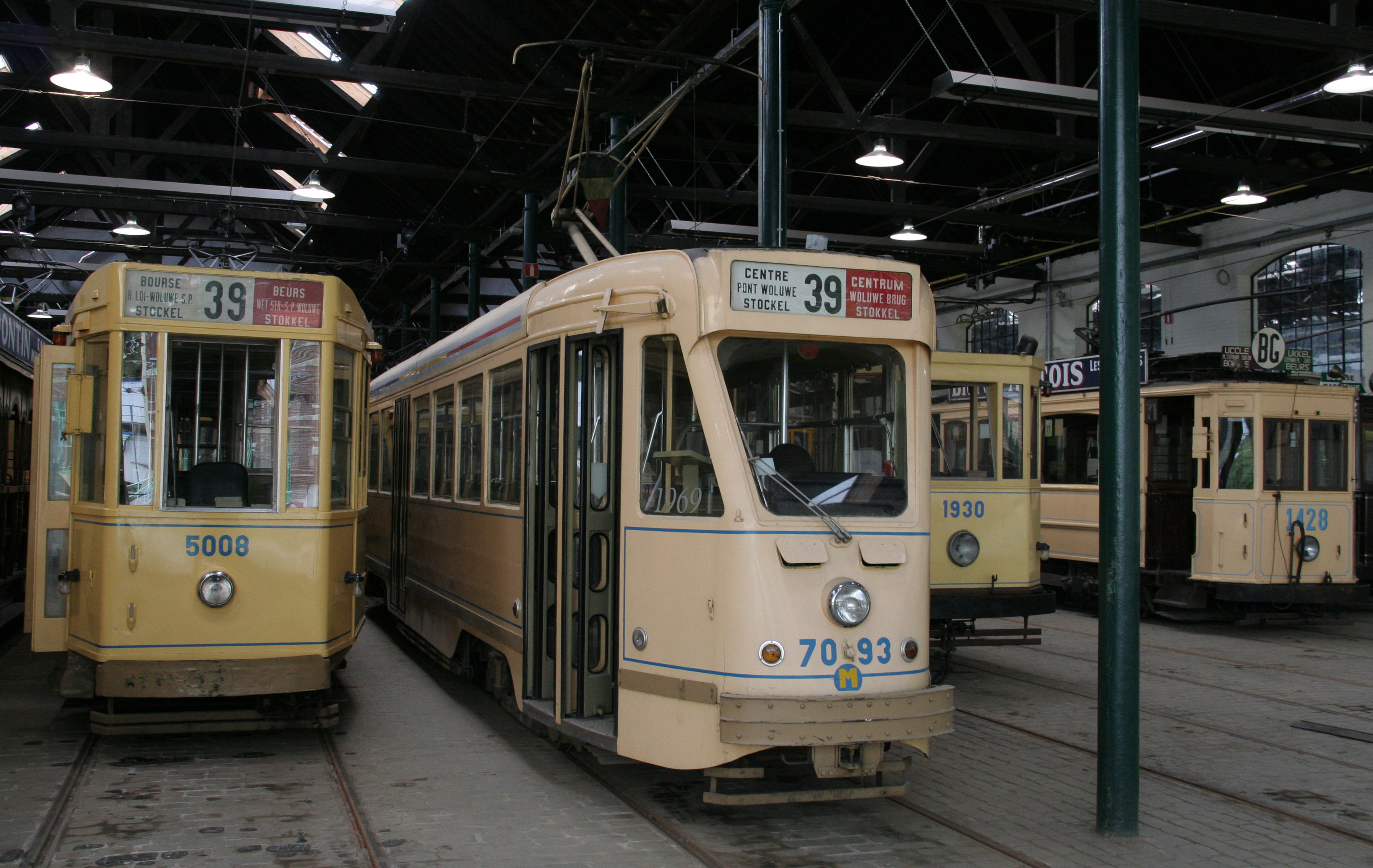
Sommige wagens zijn gerestaureerd in de oorspronkelijke uitvoering.
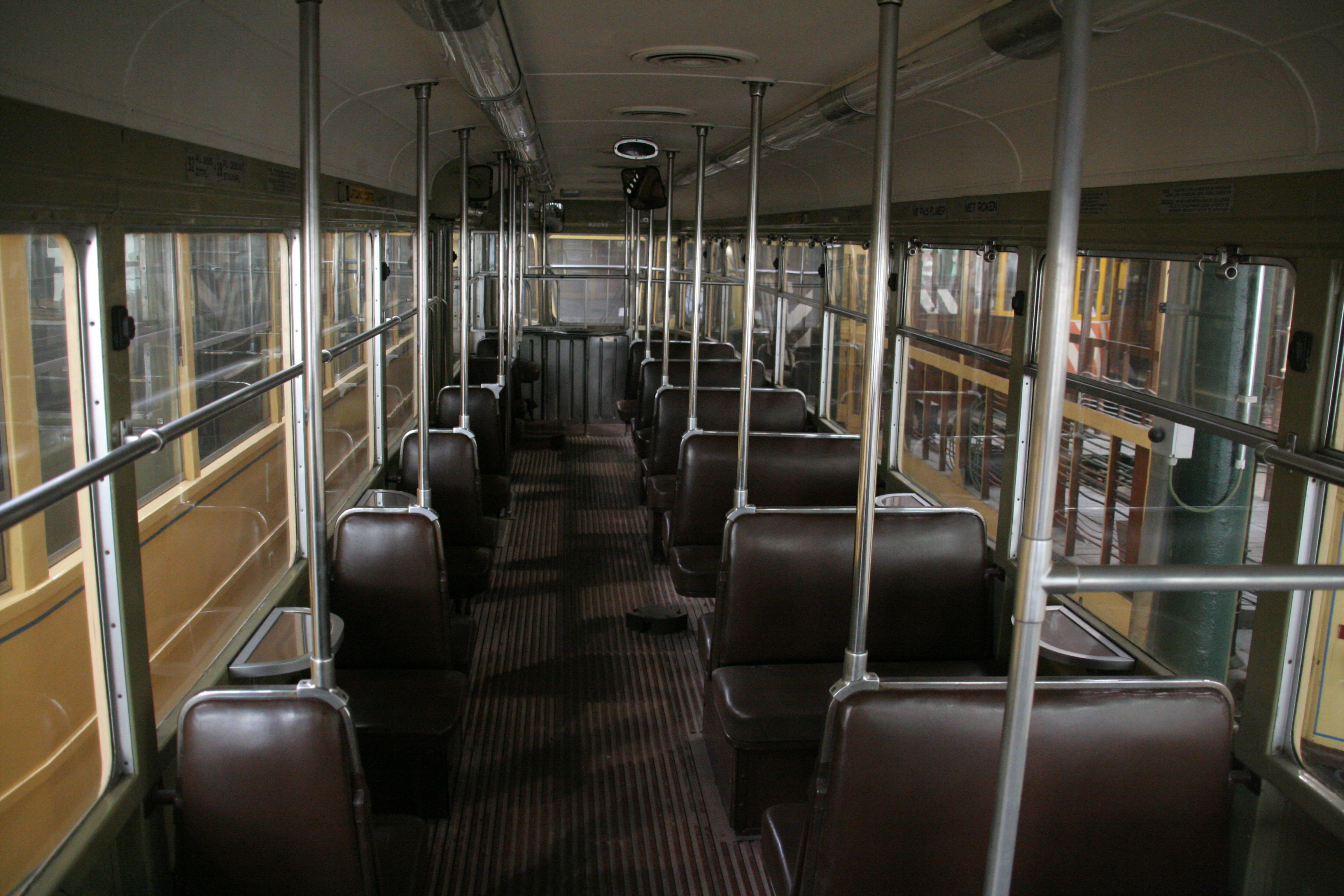
Origineel interieur.
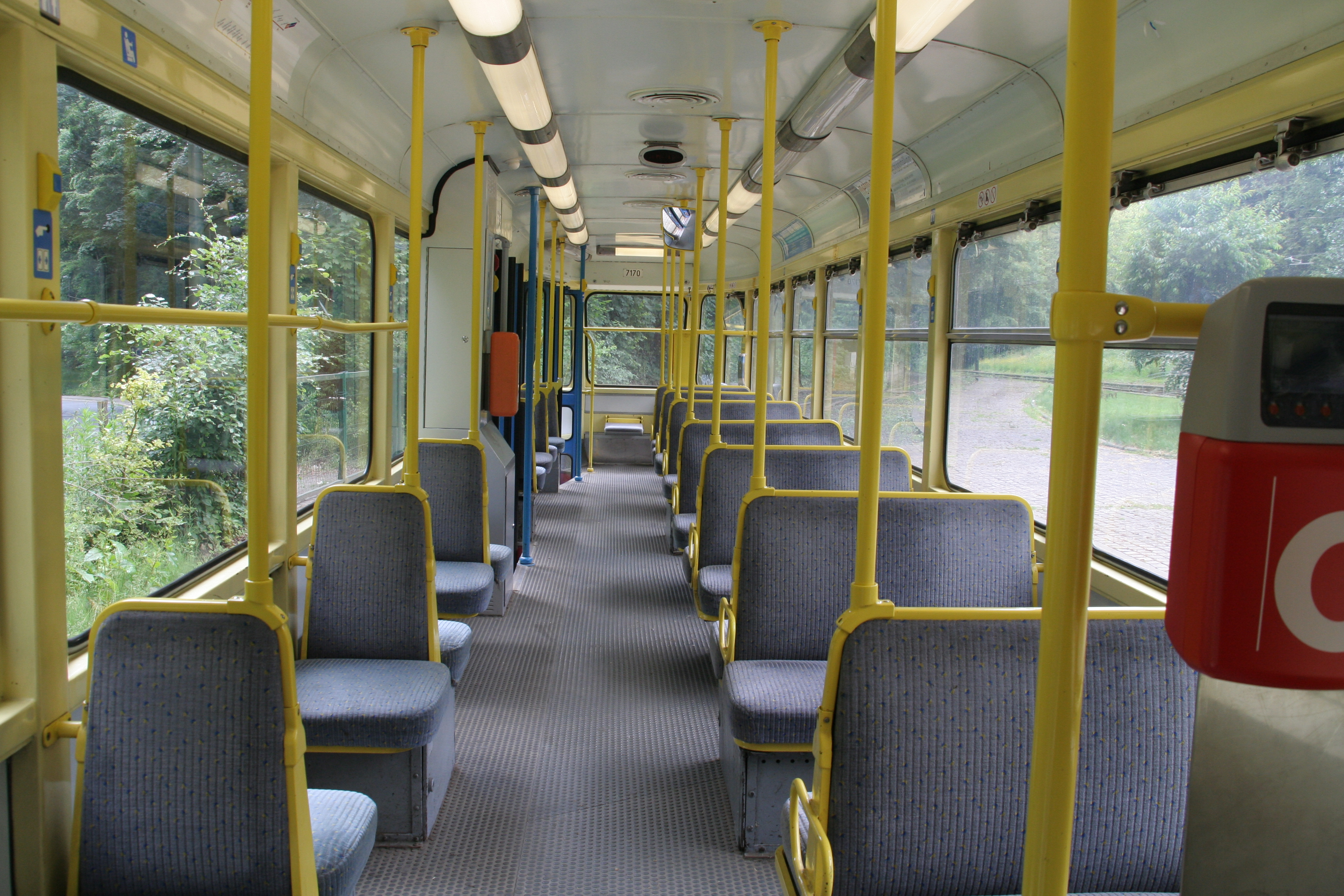
Vernieuwd interieur.
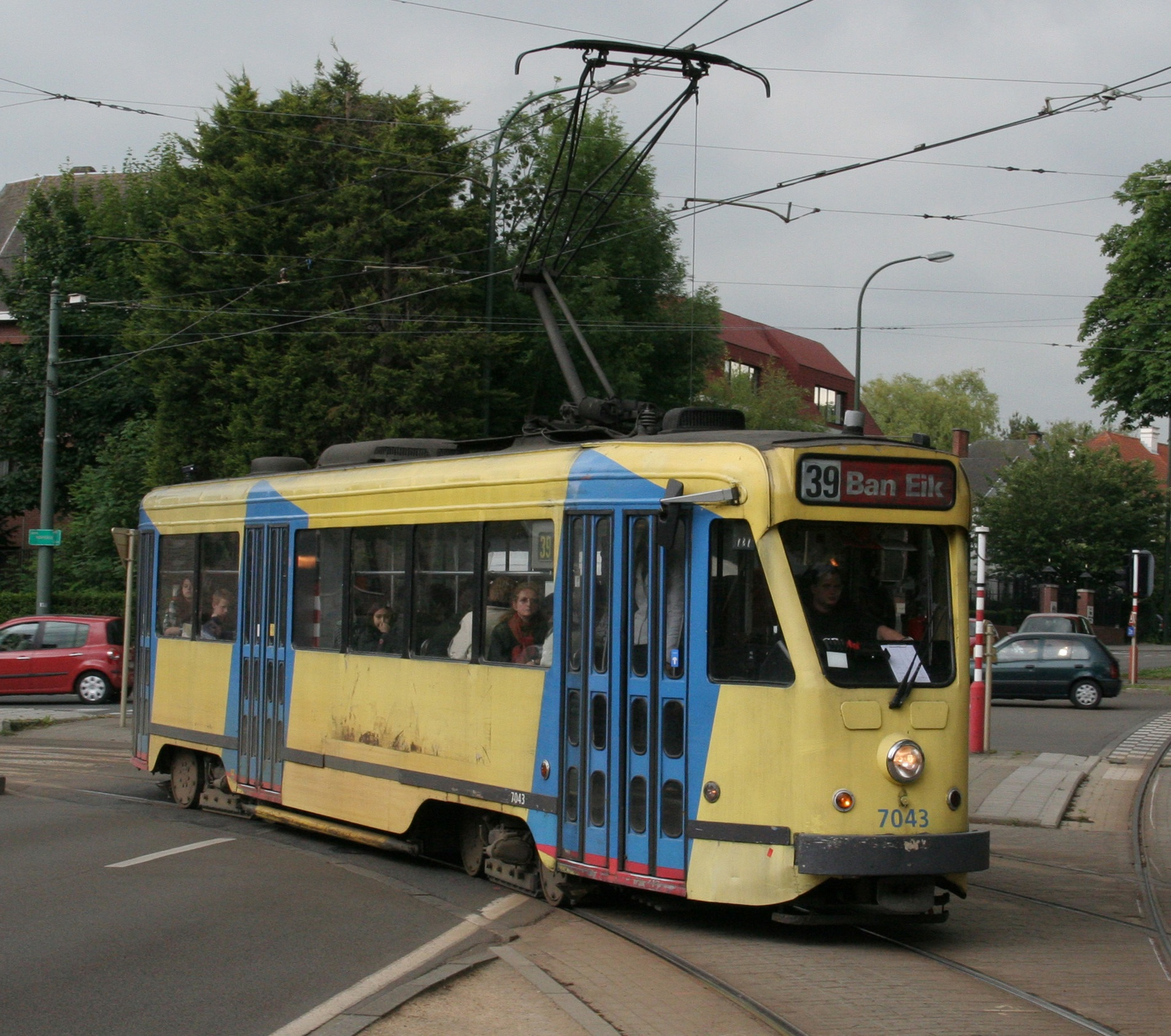
Sinds 1991 zijn de trams van andere kleuren voorzien.
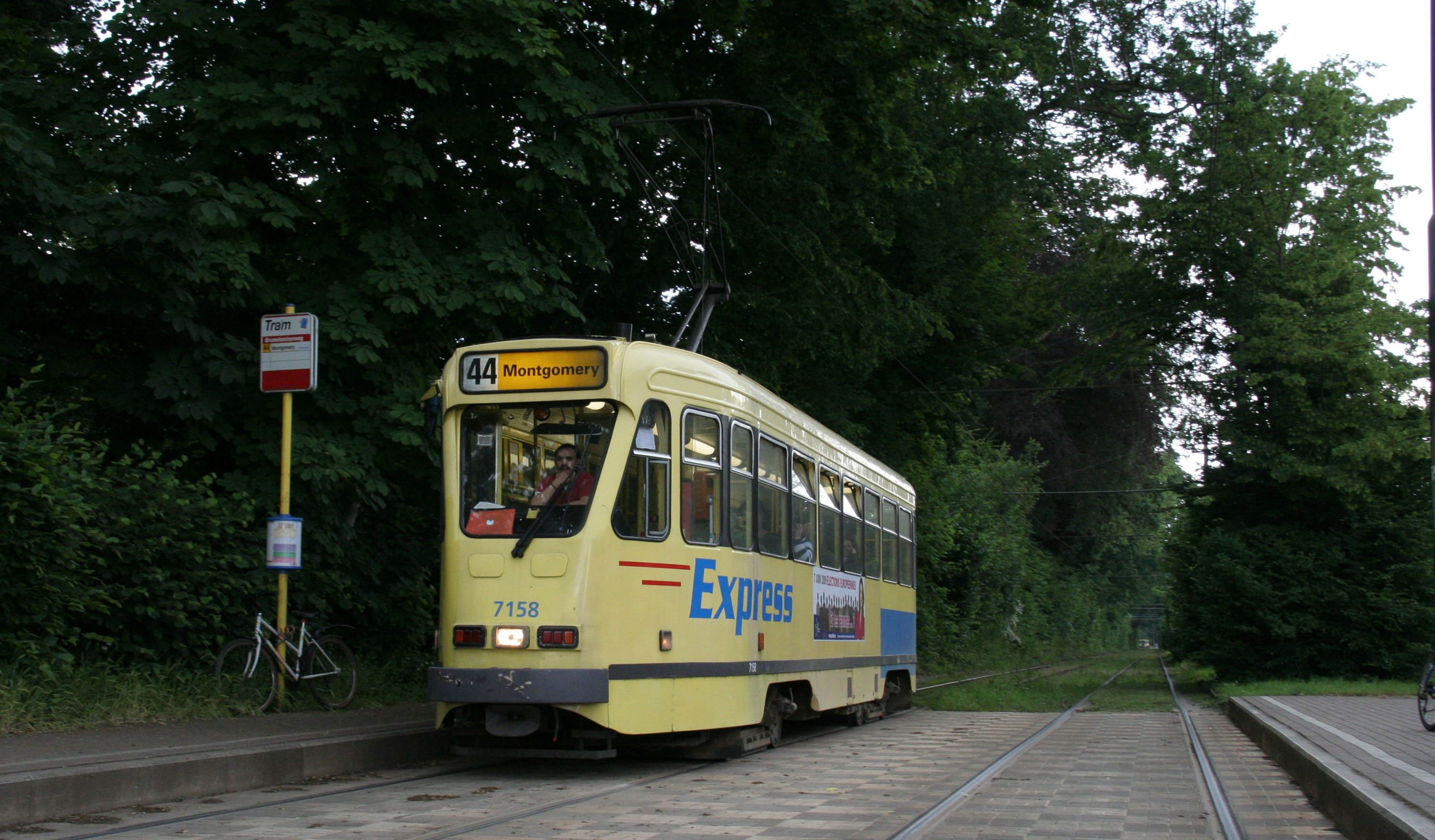
Blinde zijde van de PCC.
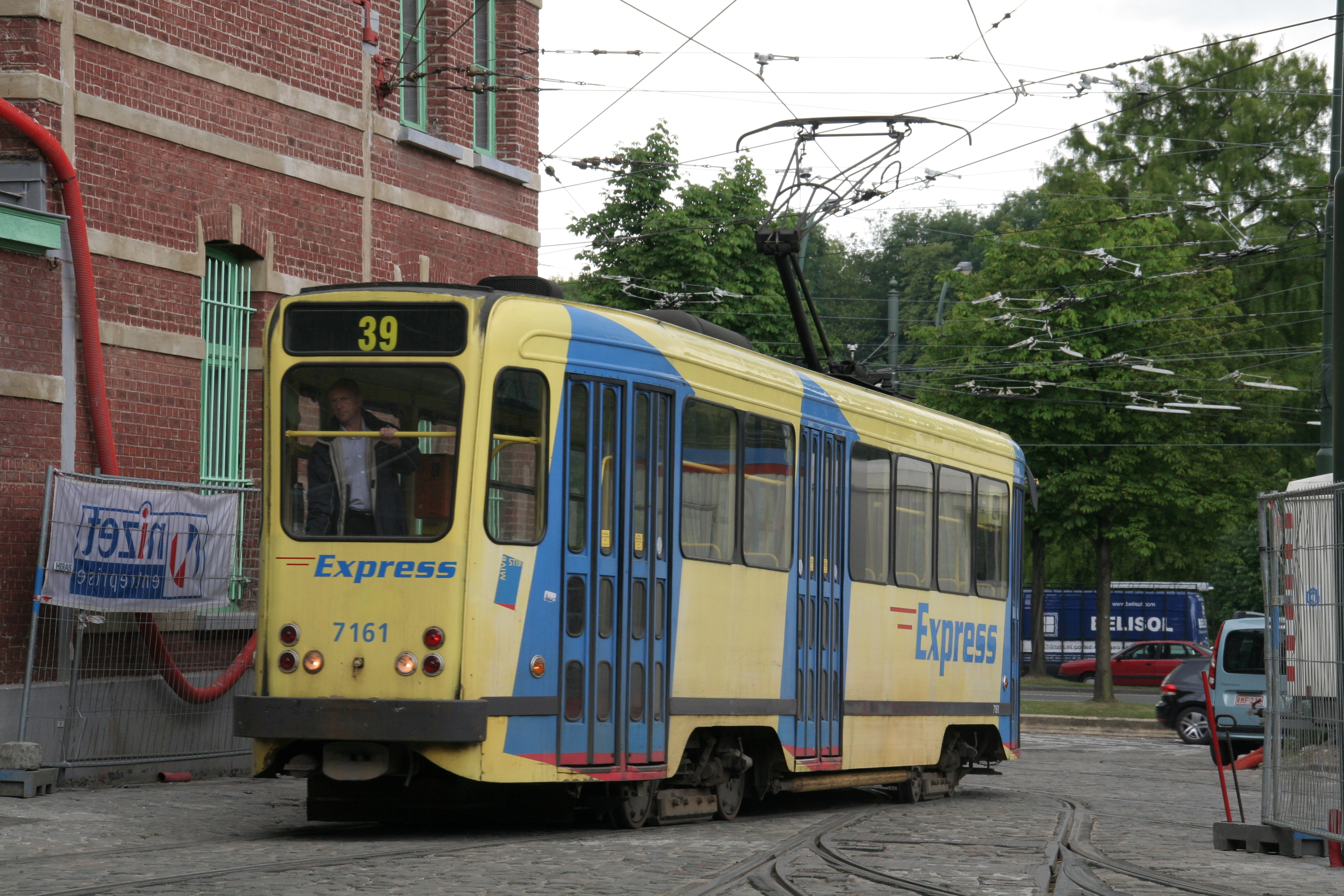
Om achteruit te kunnen rijden zijn de trams van een eenvoudige stuurpost voorzien, remise Woluwe.
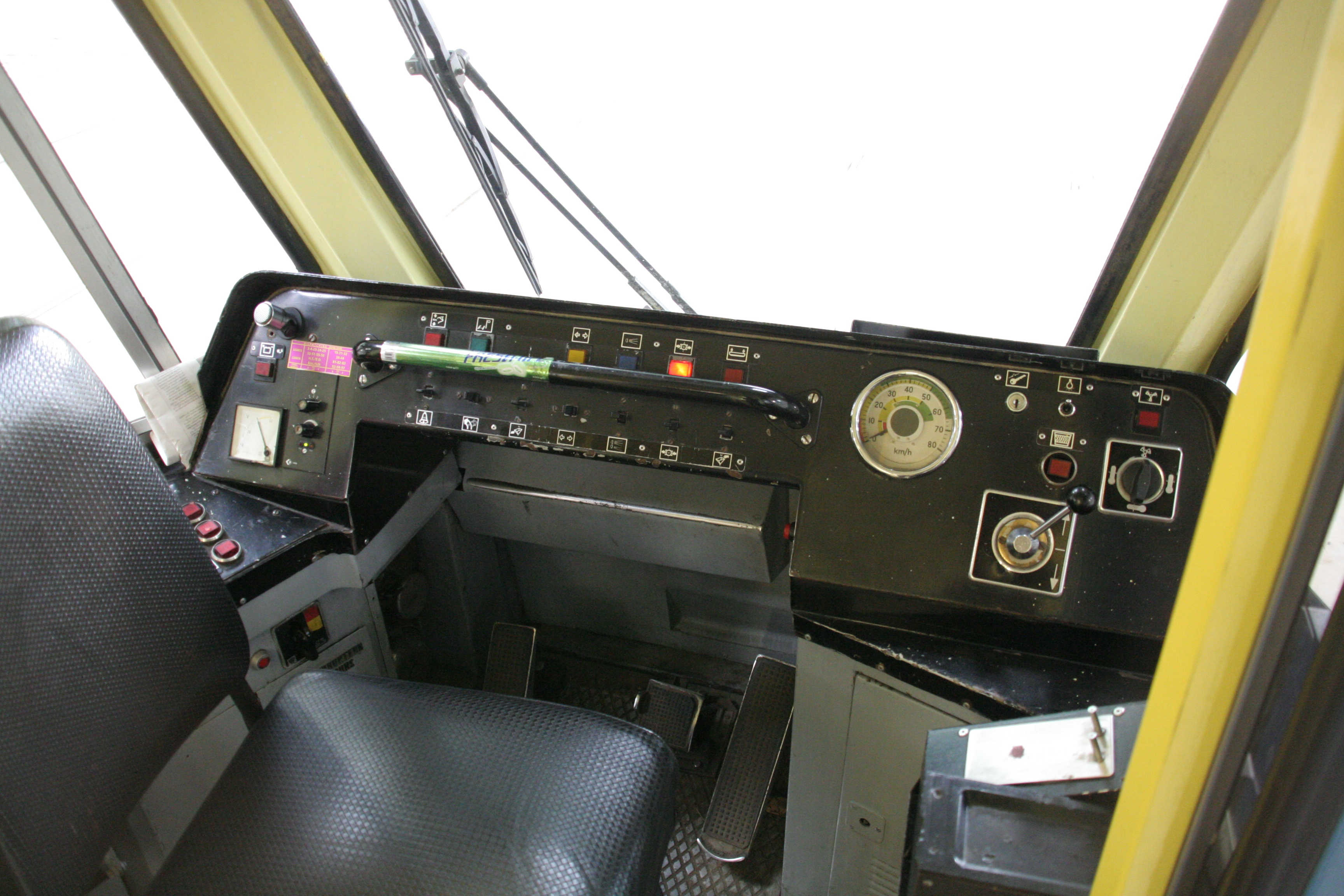
Stuurpost van de PCC-car.
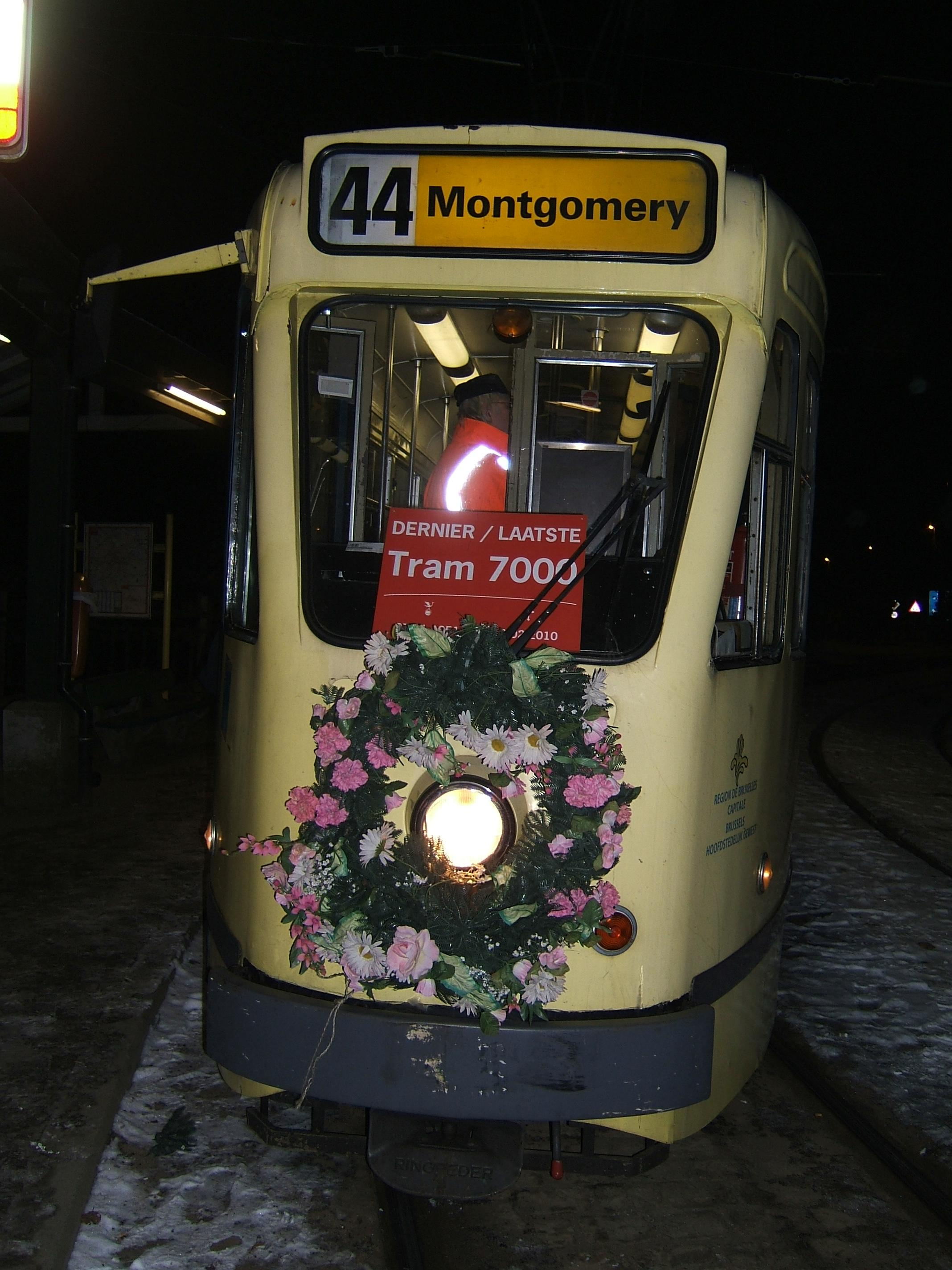
De laatste 7000 in reguliere dienst, 12 februari 2010